# Clathurella crystallina
Clathurella crystallina är en snäckart som beskrevs av William More Gabb 1865. Clathurella crystallina ingår i släktet Clathurella och familjen kägelsnäckor. Inga underarter finns listade i Catalogue of Life.